# André van Maris
André van Maris (Haarlem, 24 juli 1973) is een voormalig Nederlands honkballer.
Van Maris kwam uit in het eerste team van Corendon Kinheim uit Haarlem als werper. Hij maakte tevens deel uit van het Nederlands honkbalteam. In 1996 deed hij met dit team mee aan de Olympische Spelen van Atlanta waar hij met het team de vijfde plaats behaalde. Van Maris stopt uiteindelijk door een chronische elleboogblessure met het bedrijven van de topsport. Hij was daarna nog actief als coach bij de junioren van Kinheim tot 2008.
Johnny Balentina · 
Giel ten Bosch · 
Eric de Bruin · 
Peter Callenbach · 
Rob Cordemans · 
Jeffrey Cranston · 
Eddie Dix · 
Marlon Fluonia · 
Evert-Jan 't Hoen · 
Eelco Jansen · 
Marcel Joost · 
Adonis Kemp · 
Geoffrey Kohl · 
Marcel Kruijt · 
André van Maris · 
Edsel Martis · 
Paul Nanne · 
Tom Nanne · 
Byron Ward · 
Danny Wout